# Pomjan
Pomjan este o localitate din comuna Koper, Slovenia, cu o populație de 160 de locuitori.